# Lomo saltado
Le lomo saltado est un mets ancien typique de la cuisine péruvienne. Il est apparu vers le milieu du XIXe siècle à l'époque du début d'influence des Chinois cantonais et mélange la cuisine péruvienne avec la cuisine orientale. La base en est l'émincé de filet de bœuf.
C'est un mets de la région andine, puisque non seulement il est typique du Pérou mais aussi de l'Équateur. Il en existe des variantes, car, suivant les goûts, on a remplacé des ingrédients par d'autres.
Ce mets est populaire et consommé au Pérou et en Équateur. Le lomo saltado est aussi proposé dans les menus des restaurants péruviens partout dans le monde, là où les Péruviens ont émigré.
Le lomo saltado se prépare habituellement dans un wok ou l'émincé de filet de boeuf est mélangé à des lamelles d'oignons rouges et de tomates. Bien qu'ils existent de nombreuses variantes, la sauce se compose entre autres de sauce soja et de vinaigre. Le tout est ensuite accompagné de frite ou pomme de terre, de riz blanc et de coriandre.